# Klaas
Клас Герлинг, известный как Klaas — немецкий диджей и музыкальный продюсер из Кёльна.

## Биография

### Юность и начало карьеры
Клас Гёрлинг родился 3 января 1981 года в Кёльне. В возрасте 5 лет родители отдали его в музыкальную школу, где Клас учился играть на гитаре и пианино. Впоследствии Клас обучился игре на барабанах, и начал сотрудничество с местными группами. Некоторое время спустя Клас познакомился с электронной музыкой, и решил заняться диджейством. Свои самые первые работы Клас сделал еще в конце 90-х.
Помимо этого, Клас занимался велоспортом, а так же был фотомоделью. Однако музыку он все же предпочитал больше и, в итоге, это дало свои результаты. В 2006 году Клас попадает на кёльнский лейбл Scream & Shout, где знакомится со своим будущим соратником — Мишей Муром (англ. Micha Moor). Их первая совместная работа под названием Slip & Slide выходит зимой 2006 года. Данная композиция разошлась среди различных диджеев, и это дало толчок Класу и Мише продолжить работать вместе. Их следующая совместная работа выходит в апреле 2006 года, и этой работой становится ремикс на композицию «Can’t Stop Playing» от Dr. Kucho и Gregor Salto. В то же время, Клас начал выпускать сольные синглы, и первым соло-синглом, выпущенным на Scream & Shout, стал Get Twisted, который содержал две композиции: Get Twisted и Whipe Your Ass. В итоге, композиция Get Twisted попала в топ 5 немецкого танцевального чарта, а имя Класа постепенно становилось узнаваемым в сфере электронной музыки.
Следующий свой сингл «Confession» Клас выпускает летом 2006 года. Данная композиция повторила успех «Get Twisted», попав в топ-5 немецкого танцевального чарта. Таким образом, на Класа начали обращать всё больше внимания, и, в итоге, в творчестве этого музыканта началась волна ремиксов. За 2006 год Клас выпустил ремиксы на таких артистов как Spinnin' Elements, John Morley, Jens Lissat. Ремикс на The Freelance Hellraiser — Weightlessness в попал в UK Chart-Act.
В конце 2006 года, Клаас совместно с I AM Finn выпускает композицию I Love You.

### 2007—2009: Международный прорыв
Первым успешным релизом Класа в 2007 году становится его ремикс на композицию DJ Antoine This Time. Данный ремикс попал на высокие строчки в хит-парады различных стран. За таким успехом последовала очередная волна ремиксов, и Класу начали поступать запросы на ремиксы не только танцевальных, но и поп-композиций. Одной из них становится композиция группы из Великобритании — No Angels Goodbye To Yesterday. В 2007 году данный ремикс был сыгран почти во всех клубах Европы. Затем последовали ремиксы на таких артистов как Eddie Thoneick, Aston Martinez, Michael Mind и Global Deejays.
Летом 2007 года, в самый разгар фестивального сезона, выходит ремикс на композицию Space от Micha Moor, которая является реворком композиции Майкла Ромео Chase The Devil. Ремикс несколько недель удерживал первое место топ 100 Beatport, а также попал на первую строчку немецкого чарта. Ремикс игрался такими звёздами танцевальной сцены как Moby, Tiesto, David Guetta, Bob Sinclar, Armand van Helden, Bad Boy Bill, и многими другими. В конце 2007 года выходит сингл «The Way», который сразу же пробрался на вторую строчку Немецкого танцевального чарта. Затем у Класа последовал гастрольный тур, который включал в себя дебют на известном фестивале Stereosonic.
Следующий, 2008 год, стал самым успешным и главным в карьере артиста. Этот год ознаменовался ремиксом на композицию Infinity от Guru Josh Project. Ремикс занял первые места в таких странах как Бельгия, Нидерланды, Франция, Чехия. Ремикс получил золото в Германии с отметкой более 150 000 продаж. Также, золото и серебро данный ремикс получил в таких странах как Дания, Великобритания, Норвегия. Видеоклип успешно ротировался на всех популярных музыкальных телеканалах, а на Youtube за шесть месяцев набрал 38 миллионов просмотров и попал в топ 3 самых популярных роликов того времени. В апреле 2009 года данный ремикс был издан в США лейблом Ultra Records, и почти сразу же попал в чарт Billboard Hot Dance Airplay. В мае 2009 года данный ремикс занимает первое место в данном чарте, сдвинув настоящий хит того времени Poker Face от Lady Gaga.
В мае 2008 года вышел сингл Feel The Love, который вновь пробрался в топ 10 немецкого танцевального чарта. Затем последовала очередная волна ремиксов, а за ними очередная волна поддержки от известных диджеев. Ремиксы и авторские композиции Клааса летним сезоном 2008 года звучали почти на всех известных фестивалях.
В ноябре 2008 г. выходит сингл «Make You Feel» который, по традиции, пробрался на верхние места немецкого танцевального чарта.

### 2009—2014
Весной 2009 года выходит ремейк известного хита Haddaway — What Is Love. Данный ремейк довольно быстро пробрался в европейские чарты: во Франции взлетел на вторую строчку, в Бельгии на 9. Спустя год ремейк вышел на лейбле Ultra Records и попал в американские чарты. Вслед за этим, был выпущен видеоклип в двух версиях: официальной и режиссёрской. Осенью 2009 года выходит сингл «Our Own Way» и занимает первое место во Франции. Видеоклип был выпущен уже весной 2010 года. В декабре 2009 года вышел сингл «Better Days».
В апреле 2010 года выходит сингл «Downtown», попавший в европейские чарты, и достигнув там 4 места. Затем последовали ремиксы на таких артистов как Милен Фармер, Stromae, Culcha Candela. Также, Клас сделал ремикс на композицию группы Safri Duo — Helele, которая стала трейлером к Чемпионату мира по футболу 2010. В июле 2010 вышел сингл «It’s My Day». В декабре 2010 года вышел сингл — «Freak» который был записан совместно с проектом «Bodybangers». Сингл быстро пробрался на вершины всех танцевальных чартов, а официальный видеоклип набрал более 12 миллионов просмотров на Youtube. Также, с декабря 2010 года Клас запустил радиошоу, которое ежемесячно выходило на французском радио «FunRadio». Изначально оно называлось просто «DJ Mix», однако в 2014 году радиошоу получило название «Klaasics».
В начале 2011 года КЛаас выпускает ремикс на хит 90-х — Gala — Freed From Desire. В июле выходит сингл «I’m Free». В сентябре выходит вторая совместная работа с проектом «Bodybangers» — I Like, которая превзошла успех их предыдущей совместной работы: на данный момент видеоклип на Youtube набрал более 16 млн просмотров. В ноябре вышел сингл «Changes».
В январе 2012 года вышла совместная работа с рэпером Carlprit — «Do What You Do». В марте вышел EP под названием «Grape», содержащий две композиции: Grape и Engelstrommeln. Это были первые работы Класа за 6 лет, которые не содержали вокала. В апреле выходит EP «Wild Beast», содержащий композиции «Wild Beast» и «Andromeda». Эти композиции также были без вокала. В июле вышел еще один EP — «Proton», который также содержал две композиции без вокала: «Pulsar» и «Proton». В ноябре вышла композиция «Hold This Moment».
В январе 2013 года вышел сингл «We Are Free». В апреле вышла композиция «Flight To Paris» с вокалом Ким Петрас. Композиция стала хитом, и на протяжении всего лета 2013 года звучала на радиостанциях по всему миру. В мае вышел сингл «Storm». В июле вышла вторая работа с вокалом Ким Петрас — «Heartbeat». Также, в 2013 году вышел первый за два года ремикс от Класа — на композицию немецкой группы R.I.O — Ready or Not. В сентябре вышел сингл «Hurt Will End». В ноябре вышел «Night To Remeber», который стал последним релизом Класа на лейбле Scream & Shout.

### 2014-настоящее время
В феврале 2014 вышел сингл «Party Like We’re Animals». В этом же году Клас начинает тесное сотрудничество со швейцарским диджеем и продюсером — Mazza. Их первая совместная работа «Ready» была выпущена 4 июня 2014 года, а перед ней был выпущен ремикс Класа на композицию Mazza — Summer. С тех пор почти каждый в каждом релизе Mazza присутствует ремикс от Класа. В ноябре 2014 года вышла их совместная работа «Here We Go», которая стала хитом. Трек попал в плейлисты таких тяжеловесов как Dimitri Vegas & Like Mike, W&W, а также многих других популярных диджеев. Впоследствии, Dimitri Vegas & Like Mike заказали ремикс на свою композицию «Ocarina», которая была гимном фестиваля Tomorrowland в 2013 году. Ремикс вышел в конце 2015 года.
Большую часть релизов Класа за 2015 год составляют совместные работы с Mazza, а также, в 2015 году Клас выпустил ремейк на композицию ППК — Resurrection, и ремикс на композицию от Sean Finn — Can You Feel It, которая является реворком композиции Jordan & Baker — Explode.
В 2016 году Клас начинает свое активное сотрудничество с дуэтом Dimitri Vegas & Like Mike. Их первой совместной работой является ремейк знаменитой композиции от Energy 52 — Cafe Del Mar. Вторая совместной работой становится ремейк на композицию Push — Universal Nation.

## Факты
В 2006—2008 годах Клаас выпускал промомиксы для диджеев которые назывались Electro Peaks. Некоторые из них оставались промомиксами, а некоторые потом выходили, но не в виде винилов или цифровых носителей.

## Рейтинг Синглов
|                  | Франция | Швейцария | Бельгия | Великобритания | Франция Club 40 |
| ---------------- | ------- | --------- | ------- | -------------- | --------------- |
| Infinity 2008    | 1       | 1         | 1       | 3              | 1               |
| What Is Love 2K9 | 5       | —         | 9       | —              | 2               |
| Our Own Way      | 9       | —         | —       | —              | 1               |

## Синглы
- Micha Moor — Slip & Slide (2006) (Как продюсер)
- Klaas — Confession (2006) your Ass (2006) Klaas — Whipe
- Klaas — Get Twisted (2006)
- Klaas vs. I’Am Finn — I Love You (2006)
- Micha Moor — Music Is Dope (Как продюсер) (2007)
- Klaas — The Way (2007)
- Klaas — How Does It Feel (2008)
- Klaas — Make You Feel (2008)
- Klaas — Feel the Love (2008)
- Klaas meets Haddaway — What Is Love (2009)
- Klaas — Our own way (2009)
- Klaas — Better Days (2009)
- Klaas — Downtown (2010)
- Klaas — It’s My Day (2010)
- Klaas & Bodybangers — Freak (2010)
- Klaas — I’m Free (2011)
- Klaas & Bodybangers — I Like (2011)
- Klaas — Changes (2011)
- Klaas Feat. Carlprit — Do What You Do (2012)
- Klaas — Grape (EP) (2012)
- Klaas — Wild Beast (EP) (2012)
- Klaas — Pulsar (EP) (2012)
- Klaas — Hold This Moment (2012)
- Klaas — We Are Free (2013)
- Klaas — Flight To Paris (2013) (совместно с Ким Петрас)
- Klaas — Storm (2013)
- Klaas — Heartbeat (2013) (совместно с Ким Петрас)
- Klaas — Hurt Will End (2013)
- Klaas — Night To Remember (2013)
- Klaas — Party Like We’re Animals (2014)
- Klaas — Bring Back Love (2014)
- Klaas & Mazza — Ready (2014)
- Klaas — Let Me Hear Your Shout (2014)
- Klaas & Mazza — Here We Go (2014)
- Klaas — Calavera (2015)
- Klaas — I Don’t Care (2015)
- Klaas — Universal (2015)
- Klaas — Memory Lane (2015)
- Klaas, Mike Candys, Mazza — Flash (2015)
- Klaas — The Gallery (We Are One) (2015)
- Klaas, David Vendetta & Ron Carroll — Summers In (2015)
- Klaas & Niels Van Gogh — Resurection (In Space) (2015)
- Klaas & Mazza — Why (2015)
- Klaas — Sede Vacante (2015)
- Klaas feat. Jelly van Dael — Far Away (2016)
- Klaas — Genesis (2016)
- Klaas — Feel (совместно со Steve Noble) (2016)
- Klaas — Cintura (2017)
- Klaas — Close To You (2018)
- Klaas — OK Without You (2018)
- Klaas — Someone Like You (2019)
- Klaas — When We Were Still Young (2019)
- Klaas, Freischwimmer & Sary — Take My Hand (2021)
- Klaas — Godzilla (2021)
- Klaas — Second Life (2021)
- Klaas — First Girl On The Moon (2022)
- Klaas — Atlantis (2022)
- Klaas, 180bx, Petr Nebukin — Hard Night (2022)
- Klaas — Fiesta Loca (2022)

## Ремиксы
- Rene Rodrigezz & Dipl.Inch — Only One (Klaas Mix)
- R.I.O. Feat. U-Jean — Ready Or Not (Klaas Remix)
- Mylene Farmer — Oui Mais… non (Klaas Club Mix)
- Lou Bega — This is Ska (Klaas Remix)
- Jessy Matador — Bomba (Klaas Club Mix)
- Example — Kickstarts (Klaas Mix)
- Stromae — House’llelujah (Klaas Remix)
- Menyo — Follow Your Heart (Klaas remix)
- Jasper Forks — River Flows In You (Klaas Radio Mix)
- Safri Duo — Helele (Klaas Mix)
- Culcha Candela — Somma im Kiez (Klaas Remix)
- Real2Real — I Like To Move it (Klaas Remix)
- Greg Cerrone — Invincible (Klaas Remix)
- Attack Attack — Set The Sun (Klaas Remix)
- Michael Mind — Ride Like The Wind (Klaas Remix)
- Global Deejays — Everybody’s Free (Klaas Remix)
- Antoine Clamaran & Mario Ochoa — Give Some Love (Klaas Remix)
- Micha Moor — Space (Klaas Club Mix)
- Micha Moor — Space (Klaas Bigrooom Mix)
- Eddie Thoneick — Together As One (Klaas Remix)
- Dualton — Papercut (Klaas & Micha moor Remix)
- Chrissi D! — Don’t you feel (Klaas Remix)
- DJ Aston Martinez — You Wanna (Klaas Remix)
- Erik Decks — Wild Obsession Theme (Klaas Remix)
- No Angels — Goodbye To Yesterday (Klaas Remix)
- DJ Antoine — This time (Klaas Remix)
- Greg Cerrone — Pilling me (Klaas Remix)
- John Morley — Naughty (Klaas Remix)
- The Freelance Hellraiser — Weightlessness (Klaas Remix)
- Lissat & Voltaxx — Young and beautiful (Klaas & Micha Moor Remix)
- Spinning Elements — Freak (Klaas Remix)
- Dr. Kucho & Gregor Salto — Can’t Stop Playing (Klaas & Micha Moor Remix)
- Fragma — Memory (Klaas Remix)
- Danny S — Keep Me Hanging On (Klaas Remix)
- Jean Elan — Where’s Your Head At ? (Klaas Remix)
- Guru Josh Project — Infinity 2008 (Klaas Remix)
- Gala — Freed From Desire 2011 (Klaas Club Mix)
- Remady feat. Manu L — The Way We Are (Klaas Club Mix)
- Remady feat. Manu L — If You Believe (Klaas Radio Mix)
- Arman Van Helden — My My My (Klaas Remix)
- Dimitri Vegas & LIke MIke — Ocarina (Klaas & Mazza Remix)
- DJ Antoine — To The People (Klaas Remix)
- DJ Kidd Star — Rah (It’s Gametime) (Klaas Remix)
- Mazza — Summer (Klaas Remix)
- Mazza — Go For It (Klaas Remix)
- Mazza — Young & Wild (Klaas Remix)
- Moonlander & Orry Jackson — Room Service (Klaas Remix)
- Matt Lillywhite & Louis Wlahakis — Beautiful (Klaas & Mazza Remix)
- newclaess — Alive (Klaas Remix)
- Martin van Lectro — Never Know (Klaas Remix)
- Calmani & Grey — Silver Surfer (Klaas Remix)
- Sean Finn — Can You Feel It (Klaas Remix)
- MATTIN & Futuristic Polar Bears — Cafe Del Mar (Dimitri Vegas & Like Mike vs. Klaas Remix)
- Arsenium — What Is Love (Klaas Remix)

## Неофициальные релизы
- Run DMC — It’s Like That (Klaas Remix)
- Bon Jovi — Runaway (Klaas Remix)